# Guatteria guianensis
Guatteria guianensis är en kirimojaväxtart som först beskrevs av Jean Baptiste Christophe Fusée Aublet, och fick sitt nu gällande namn av Robert Elias Fries. Guatteria guianensis ingår i släktet Guatteria och familjen kirimojaväxter. Inga underarter finns listade i Catalogue of Life.